# Teno (miasto)
Teno – miasto w Chile, w regionie Maule, w prowincji Curicó.